# King Guitar
| Recensione | Giudizio |
| ---------- | -------- |
| AllMusic   |          |

King Guitar è un album di Al Caiola, pubblicato dalla United Artists Records nell'agosto del 1967.

## Tracce

### LP
Lato A
1. Detroit City – 2:25 (Danny Dill, Mel Tillis)
2. This Is My Song – 2:20 (Charlie Chaplin) – dal film A Countess from Hong Kong
3. Frente a Palacio – 2:05 (Los Pekenikes)
4. Somethin' Stupid – 2:20 (C. Carson Parks)
5. Kansas City – 2:16 (Mike Stoller, Jerry Leiber)
6. For a Few Dollars More (Per qualche dollaro in più) – 2:20 (musica: Ennio Morricone) – dal film For a Few Dollars More

Durata totale: 13:46
Lato B
1. Tiny Bubbles – 2:35 (Leon Pober)
2. A Man and a Woman (Un homme et un femme) – 2:38 (Francis Lai) – dal film A Man and a Woman
3. Sleep Walk – 3:06 (musica: Santo Farina, Johnnie Farina, Ann Farina)
4. Lady – 2:38 (testo: Charles Singleton, Larry Kusik – musica: Bert Kaempfert, Herbert Rehbein)
5. Stag or Drag – 2:10 (Jimmy Krondes)

Durata totale: 13:07

## Musicisti
- Al Caiola – chitarra, arrangiamenti
- Al Caiola Jr. – chitarra (brano: Somethin' Stupid)
- Bert DeCoteaux – arrangiamenti
- Altri musicisti non accreditati

### Produzione
- Henry Jerome – produzione
- Brooks Arthur – ingegnere mixaggio